# Grotto
Un grotto (palabra proveniente del italiano grotta) en el contexto del Satanismo Laveyano y la Iglesia de Satán, es un tipo de cueva (conocido en español como gruta) y designa la reunión clandestina de satanistas dentro de un área geográfica en común con el propósito de realizar rituales, actividades sociales u otras tareas de interés común relacionadas con sus prácticas. 
La Casa Negra, que fungió como lugar fundacional y cuartel general de la Iglesia de Satán de 1966 a 1997, puede ser considerada como el primer grotto, y de hecho era llamada el "Grotto Central". Otros grottos conocidos fueron el Grotto babilonio en Detroit, el Grotto estigio en Dayton y el Grotto de Lilith en Nueva York. A medida que el Satanismo Laveyano se fue popularizando, surgieron nuevos grottos a lo largo y ancho de los Estados Unidos. Algunos de estos decidieron escindirse de la iglesia central para iniciar su propio camino dentro del satanismo de LaVey. En 1975, LaVey decidió abolir dicha figura, pero la volvió a instaurar en los 80's. No obstante, hoy día la Iglesia de Satán no reconoce a los grottos.